# 239
El 239 (CCXXXIX) fou un any comú començat en dimarts del calendari julià.

## Esdeveniments
- Orígenes tradueix l'Antic Testament a cinc llengües.
- Una força expedicionària xinesa de l'estat de Wu oriental descobreix l'illa de Taiwan.[1]
- Cao Fang succeeix al seu pare adoptiu Cao Rui com a emperador de l'estat de Cao Wei, en el període dels Tres Regnes de la Xina.[2]

## Necrològiques
- 22 de gener: Cao Rui, emperador de Cao Wei (n. el 204 o 206)